# Wydrze
Wydrze est une localité polonaise de la gmina de Rakszawa, située dans le powiat de Łańcut en voïvodie des Basses-Carpates.